# Municipio de Soo (Dakota del Norte)
El municipio de Soo (en inglés: Soo Township) es un municipio ubicado en el condado de Burke en el estado estadounidense de Dakota del Norte. En el año 2010 tenía una población de 24 habitantes y una densidad poblacional de 0,22 personas por km².

## Geografía
El municipio de Soo se encuentra ubicado en las coordenadas 48°56′36″N 102°28′21″O / 48.94333, -102.47250. Según la Oficina del Censo de los Estados Unidos, el municipio tiene una superficie total de 111.32 km², de la cual 110,54 km² corresponden a tierra firme y (0,7 %) 0,77 km² es agua.

## Demografía
Según el censo de 2010, había 24 personas residiendo en el municipio de Soo. La densidad de población era de 0,22 hab./km². De los 24 habitantes, el municipio de Soo estaba compuesto por el 100 % blancos. Del total de la población el 0 % eran hispanos o latinos de cualquier raza.